# Iso-Äijönjärvi
Iso-Äijönjärvi eller Äijänjärvi är en sjö i Finland. Den ligger i kommunen Pudasjärvi i landskapet Norra Österbotten, i den centrala delen av landet, 600 km norr om huvudstaden Helsingfors. Iso-Äijönjärvi ligger 129,1 meter över havet. Arean är 57 hektar och strandlinjen är 3,36 kilometer lång. Sjön  ingår i Kuivajokis huvudavrinningsområde. 